# Wagenfeld
jumelé avec la commune de Vibraye dans le département de la Sarthe (72)
Wagenfeld est une municipalité allemande du land de Basse-Saxe et l'arrondissement de Diepholz.